# Es Cap Blanc
Es Cap Blanc és una possessió del terme de Llucmajor, Mallorca. Està situada a la Marina, confronta amb les possessions de Capocorb Nou i Betlem i amb es Racó des Carril, a la costa. Es troba documentada el 1385. Rep el nom del Cap Blanc que està situat a la seva costa.

## Construccions
Les cases de la possessió estan disposades linealment i incorporen l'habitatge humà, dues torres de planta circular i algunes dependències agropecuàries. Les torres estan documentades el segle xvii. Una d'elles és una torre de defensa, situada just davant de la façana principal i que queda comunicada amb el buc principal mitjançant una escala exterior construïda amb posterioritat.
L'altra torre és un antic molí amb una part integrada dins l'habitatge i l'altra part sobresortint de la façana principal. Es troba coberta de forma cònica. Se li ha fet una reestructuració interior, convertint les dues plantes en banys, i obrint finestres amb llinda (una per planta) a l'exterior.
A la costa hi ha una torre d'aguait, la torre del Cap Blanc.

### Torre de defensa
La torre de defensa de les cases de la possessió, la qual cal no confondre amb la torre del Cap Blanc, és de planta circular d'uns 5 m de diàmetre i és bastida amb paredat en verd de pedra viva. Se li ha adossat la terrassa de la façana principal de l'habitatge, una escala de dos trams a escaire feta d'obra i el coll d'una cisterna. A la façana es conserven restes de l'arrebossat antic i de la pintura groga que esmenta l'arxiduc Lluís Salvador d'Àustria-Toscana a la seva obra Die Balearen in Wort und Bild geschildert. L'interior es divideix en planta baixa, planta pis i terrat. A la planta baixa el portal és obert a mestral-ponent. La cambra, de planta circular, és coberta amb volta esfèrica peraltada. A la planta pis la cambra, de planta també circular, és coberta de volta esfèrica peraltada, té una finestra amb l'ampit motllurat i un buit al mur de xaloc que pot ser d'un armariet de paret o d'un finestró condemnat. Té un portal a l'exterior. Al terrat s'hi entra per un forat obert a l'ampit. Al costat del forat, hi ha una gàrgola antiga. Hi ha un rellotge de sol del 1960 situat al terrat de la torre de defensa.

## Jaciments arqueològics
Hi ha un jaciment prehistòric on també s'hi ha trobat ceràmica romana i islàmica (Restes prehistòriques des Cap Blanc - Cisterna Nova).